# 大須賀隼人
大須賀 隼人（おおすが はやと、1982年10月6日 - ）は日本の俳優、声優。プロダクション・タンク所属。福井県福井市出身。

## 来歴
福井県福井市生まれ。中学時代にドラマ「未成年」を観たことをきっかけに俳優に興味を持つ。北陸高等学校卒業後、俳優になる為に上京。総合芸能学院テアトルアカデミーに在籍するも、舞台の中で自分を高めていきたいという思いがあり、1年間児童演劇を全国巡業してまわる。1年間の巡業公演を終え、テアトルアカデミー時代の仲間と劇団マキコムXを立ち上げ小劇場にて舞台活動を行う。マキコムXでの活動を機に2008年から東京シェイクスピアカンパニー公演に参加。
　

## 出演作品

### テレビドラマ
- あぽやん～走る国際空港 第3話（2013年1月31日、TBS） - 副機長 役
- 釣りバカ日誌～新入社員 浜崎伝助～ 第3話（2015年11月6日、テレビ東京） - 記者 役
- 沈黙法廷 第4話（2017年10月15日、WOWOW） - 係員 役
- チア☆ダン 第9話（2018年9月7日、TBS） - 医師 役
- 竜の道 二つの顔の復讐者 第6・7話（2020年9月1日・8日、フジテレビ） - キリシマ急便社員 役
- やんごとなき一族 第8話（2022年6月9日、フジテレビ）- 精子提供者 役
- one day 聖夜のから騒ぎ　第２話（2023年10月16日、フジテレビ）-報道記者役
- 団地のふたり　第３話（2024年9月15日、NHK）-釣り堀のパパ役

### ラジオドラマ
- 青春アドベンチャー（NHK-FM）
  - 『ディス・イズ・ザ・デイ』（2019年7月1日 - 5日）
    - 眼鏡の町の漂着（2019年7月2日）[1]

### 映画
- 渇き。（2014年6月27日、ギャガ）
- 天空の蜂（2015年9月12日、松竹）
- 逃走中　THE MOVIE（2024年7月19日、東映）
- もしも徳川家康が総理大臣になったら（2024年7月26日、東宝）

### 吹き替え
- 私はラブ・リーガル 第3シーズン 第10話 - ザック
- ALPHAS 第2シーズン 第2話 - アナリスト、男性客
- TRON UPRISING 第12話 - スケット
- MEJOR CRIMES 第2シーズン 第5話 - ジェフ
  - 第3シーズン 第2話 - ダンテ
- アンダー・ザ・ドーム　第2シーズン 第8話 - 帽子の兵
- カンフーパンダ・ザ・シリーズ 第1シーズン - マー・リン
- エージェント・オブ・シールド 第26話 - 神父
- グッド・ワイフ
- グッド・ファイト
- シルバラード（スリック〈ジェフ・ゴールドブラム〉）※Netflix版
- ビー・クール スク―ビー・ドゥー! 第4話
- THE CHASE- エドウィン
- 21サンダー- デイヴィ・ガン
- MACGYVER/マクガイバー 第5話 - ビル・カーンズ
- アバローのプリンセス エレナ
- シャドウワールド　マクレガー警部補役
- BELOW THE SURFACE　深層の８日間　ダニエル役
- シカゴ・メッド
- シカゴP.D.
- HOMELAND
- 高い城の男　ライアン役
- Viking：Valhalla 第２シーズン　クーリヤ役

### テレビ番組
- ためしてガッテン（NHK総合）
- 秘密のケンミンSHOW（日本テレビ）
- 心ゆさぶれ!先輩ROCK YOU（日本テレビ）
- 中居正広の金曜日のスマたちへ（TBS）
- 奇跡体験!アンビリバボー（フジテレビ）
- さんま&くりぃむの第18回芸能界㊙個人情報グランプリ（フジテレビ）
- 爆報! THE フライデー（TBS）
- 終活（フジテレビ）
- フルタチさん（フジテレビ）
- 和風総本家（テレビ東京）
- ドラマちっくニュース（日本テレビ）

### 舞台
- オペラ　ニーベルングの指輪
- 王妃マーガレット　ウォリック役（東京シェイクスピアカンパニー）
- マクベス裁判　　魔女１役（東京シェイクスピアカンパニー）
- フォルスタッフ　エドマンド役（東京シェイクスピアカンパニー）
- 十二夜　アントーニオ役（東京シェイクスピアカンパニー）
- ハムレット　ハムレット、レアティーズ役（東京シェイクスピアカンパニー）
- シンベリン　ヤーキモ役（東京シェイクスピアカンパニー）
- 無限遠点　ロミオアンドジュリエット　エドマンド、悪魔２（東京シェイクスピアカンパニー）
- 冬物語　アンティゴナス、道化役（東京シェイクスピアカンパニー）
- ヨミガエリ　（スーパーコンプレックス）
- 椿版　天保十二年のシェイクスピア　（椿組）
- 女よ、気を付けろ　（名作劇場）

### CM、WEB
- NTTドコモ
- JT
- ユーキャン
- ROUND1
- ACジャパン
- オークロンマーケティング　ワンダーコア
- ミズノ　ND40 III　コソトレ　水野学役　2014、2015
- パナソニック　プライベートビエラ　福井県代表
- 花王　アタックＮeo抗菌EXＷパワー
- PlayStation 4「コールオブデューティ インフィニット・ウォーフェア」山田孝之と５人の絆編
- 講談社　「週刊鉄腕アトムを作ろう」
- ドリームジャンボ宝くじ2017
- フリスク　「エキセントリック課長」
- NEXON メイプルストーリー「ちゃんと大人になる？」
- マクドナルド　「ハッピーセット　パーティーゲーム」パパ役
- テレビ東京ビジネスオンデマンド「BODって？」社長編
- スタッフサービス　意識高い系編
- プリマハム　「プリマヘルシー」　パパ役
- 宝くじ社会貢献2018　「学校や福祉施設の整備」編　先生役
- スタジオマリオ　「パパとママとあっちゃんと」編　パパ役
- 典礼会館　「生きるお葬式」　2018
- セキスイハイム　おひさまハイム　パパ役
- アサンテ　シロアリバスターズ
- メガハウス　ルービックキューブ４０周年　パパ役
- 大塚商会　社員役
- 木下不動産　マンションオーナー息子役
- アクサダイレクト　自動車保険「見守る岡田さん」編　パパ役
- TCL P4 ドライブレコーダー　スマートレコ　PERFECT4 パパ役
- 明治プロビオヨーグルトR-1　「一度きりの夏」編「子供の体調」編パパ役
- ヒルトン「とまるところで、旅は変わる。コネクティングルーム」篇　お父さん役
- CDエナジーダイレクト　「引越し」篇「人生の節目」篇　パパ役
- シマダヤ　流水麺　「忙しい人のミカタ」篇　パパ役
- ヒゲタ醤油　本善　「先代の言葉から」篇　お客さん役
- FANCL　「内脂サポート」　キャスター内田太志役
- NTT東日本　Nにおまかせ！「集めよう！お客さん」篇　パン屋さん役

### VP
- 警視庁
- 日本医療機器販売業協会
- 墜転落災害の防止策
- 遺産相続セミナー
- 国税庁

### 方言指導
- 問題のあるレストラン
- CF ハウス食品
- CF ソフトバンク
- チア☆ダン